# Памятник Петру I (Кронштадт)
Памятник Петру I — скульптурный монумент, установленный в 1841 году в Кронштадте в Петровском парке. Автор монумента — скульптор Т. Жак. Памятник является объектом культурного наследия федерального значения.

## История
По поручению императора Николая I работами по изготовлению памятника Петру I в Кронштадте занялся французский скульптор Т. Жак. За основу памятника он взял выполненную в 1836—1837 годах скульптуру. В 1839 году был утверждён проект постамента памятника. Изготовление памятника осуществлялось под надзором президента Академии художеств А. Н. Оленина. Бронзовая скульптура была отлита в мастерской Академии художеств П. К. Клодтом. Общая стоимость памятника составила 100 тысяч рублей. Памятник был торжественно открыт 27 июня 1841 года — в годовщину Полтавской битвы.
В 1860 году вокруг памятника был разбит Петровский парк.

## Описание
Пётр I изображён во весь рост. На нём мундир Преображенского полка и высокие ботфорты. В его правой руке обнажённая шпага, опущенная вниз. Голова слегка приподнята. Скульптура установлена на фигурной тумбе из красного полированного гранита, углы которой отделаны орнаментом в духе XVIII века.
Надпись на лицевой стороне постамента выполнена врезными золочёными знаками: «Петру Перъвому / Основателю / Кронштадта / 1841 Года». Выше неё — медальон с годом Полтавской битвы «1709». На тыльной стороне постамента, по примеру «Медного всадника», изначально находился перевод надписи с лицевой части на латинский язык. Однако в 1860 году вместо него была сделана надпись: «Оборону Флота / и / сего места / держать до последней / силы и живота / яко наиглавнейшее дело, / Из Указа Государя 1720 г. Мая 18 д.».
Высота скульптуры составляет 4,55 м, высота постамента — 4 м.
Вокруг памятника была выполнена ограда: вкопанные в землю пушечные жерла, соединённые цепями. Эта ограда была утрачена в советское время.